# Festuca breistrofferi
Festuca breistrofferi là một loài thực vật có hoa trong họ Hòa thảo. Loài này được Chas, Kerguélen & Plonka mô tả khoa học đầu tiên năm 1993.